# Province de Gorizia
La province de Gorizia est une ancienne province italienne faisant partie de la région autonome de Frioul-Vénétie Julienne, dans le Nord-Est du pays. Elle est composée de 25 communes dont voici la liste. Elle est limitrophe à l'ouest de la province d'Udine, au sud-est de la province de Trieste, de la Slovénie au nord et à l'est, et de la mer Adriatique au sud. Le chef-lieu de la province est Gorizia. 
Prise à l'Autriche-Hongrie en 1918, elle est supprimée le 30 septembre 2017.

## Langue et enseignement

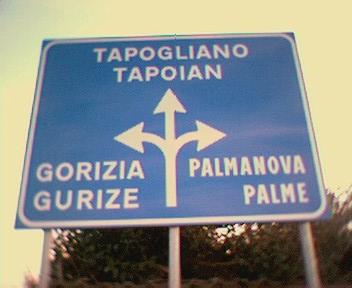
Préavis de direction bilingue italien/frioulan.

Une partie de la population est slovène et le slovène est donc une langue assez répandue dans la province.
La langue maternelle des habitants est principalement l'italien, mais un quart d'entre eux ont pour langue maternelle le frioulan et son dialecte oriental et 7,4 % de la population utilisent le slovène (proportion la plus élevée de la région). Les deux communautés minoritaires voient leurs langues « protégées » et l'État italien souhaite que leur culture soit aussi préservée.
Dans cette province, il existe une quinzaine d'écoles dont la langue d'enseignement est le slovène (mais elles suivent les programmes scolaires italiens) sauf, bien sûr, pour les cours de langue italienne. Le frioulan y est parfois enseigné.
On y parle aussi minoritairement le vénète et ses trois dialectes, le vénéto-gorizien à Gorizia, le graisàn à Grado et le bisiac à Monfalcone.

## Nature
Les réserves naturelles des lacs de Doberdo et de Pietrarossa, du bois Plessiva, du bois Piuma, du delta de l'Isonzo-site de Staranzano, de la vallée Cavanata-Grado.

## Économie
L'industrie majeure est la construction navale, avec les chantiers Fincantieri à Monfalcone.
Les produits les plus connus sont d'origine agricole : jambon cru fumé de Cormons, liqueurs de Gorizia et vins AOC du Collio Goriziano et du Carso. Il y a d'autres vins originaires de la région, comme le Friuli Isonzo bianco frizzante.
Grado, située sur la mer Adriatique, est une station balnéaire et thermale internationale, avec port touristique.
L'aéroport international et régional est situé à Ronchi dei Legionari près de Monfalcone.

## Tourisme
Grado est fréquentée par une clientèle italienne de proximité, européenne de l'Ouest (peu de francophones), de l'Est et scandinave ; Festa degli Asparagi, Grado Festival Ospiti d'Autore, La Graisana, Perdon di Barbana. Sont aussi à visiter les 2 basiliques, le musée et le sanctuaire de l'île de Barbana.
Quelques autres localités sont assez visitées :
- Gorizia : tourisme culturel (musées provinciaux et autres, palais, cathédrale, château, églises, sanctuaire militaire) et gastronomique (jota, cevapcici, gulash, liqueurs) et d'affaires ; Gorizia Jazz, Gusti di Frontiera, Fête de l'Histoire, Pupett Festival ;
- Monfalcone : carnaval, musées, plages, ports touristiques ;
- Cormons et le Collio : cathédrale, musées, tourisme gastronomique (jambon, vins), Festa dell'Uva, Festival Jazz and Wine of Peace ;
- Gradisca d'Isonzo : cathédrale, musées ;
- Fogliano Redipuglia : sanctuaire-monument et musée ;
- Réserve naturelle régionale du delta de l'Isonzo ;
- Lac de Doberdo et le Carso goriziano.